# فابریتسو د آنجلیس
فابریتسو د آنجلیس (ایتالیایی: Fabrizio De Angelis؛ زادهٔ ۱۵ نوامبر ۱۹۴۰) کارگردان فیلم، فیلم‌نامه‌نویس، تهیه‌کننده اهل ایتالیا است.
از فیلم‌هایی که وی در آن‌ها نقش داشته‌است، می‌توان به پیرنو، آفتی برای رهایی، زنت را به من قرض بده، امانوئل و آخرین آدم‌خواران، سکس عمیق، امانوئل – خشونت علیه زنان چرا؟، زامبی ۲، فرار از برانکس و ماوراء اشاره نمود.